# Tubular Bells III (video)
Tubular Bells III – The Premiere Performance je videozáznam z koncertu britského multiinstrumentalisty Mika Oldfielda. Video bylo vydáno na VHS a laserdiscu v roce 1998, na DVD potom společně se záznamem z premiérového koncertu Tubular Bells II (z roku 1992) v roce 1999.
Koncert, na kterém ve světové premiéře zaznělo celé Oldfieldovo album Tubular Bells III, se konal 4. září 1998 v londýnském Horse Guards Parade. Videozáznam končí přídavkem ve formě skladeb „Secrets“ a „Far Above the Clouds“. Na koncertě ale zazněly i skladby „Tubular Bells Part One“, „Moonlight Shadow“ a „Family Man“, které ale byly z videozáznamu vystřiženy, protože jejich práva vlastní společnost Virgin Records, u které Oldfield vydával alba až do roku 1991.

## Seznam skladeb
1. „The Source of Secrets“ (Oldfield)
2. „The Watchful Eye“ (Oldfield)
3. „Jewel in the Crown“ (Oldfield)
4. „Outcast“ (Oldfield)
5. „Serpent Dream“ (Oldfield)
6. „The Inner Child“ (Oldfield)
7. „Man in the Rain“ (Oldfield)
8. „The Top of the Morning“ (Oldfield)
9. „Moonwatch“ (Oldfield)
10. „Secrets“ (Oldfield)
11. „Far Above the Clouds“ (Oldfield)
12. „Secrets (Encore)“ (Oldfield)
13. „Far Above the Clouds (Encore)“ (Oldfield)

## Obsazení
- Mike Oldfield – kytary, vokály
- Robin Smith – klávesy
- Adrian Thomas – klávesy a programování
- Hugh Burns – kytara
- Carrie Melbourne – baskytara, Chapman Stick
- Katherine Rockhill – piano
- Ian Thomas – bicí
- Jody Linscott, Alasdair Malloy – perkuse
- Pepsi DeMacque, Amar, Rosa Cedrón – zpěv a vokály